# 常麟定
常麟定（1902年—1958年），男，河南开封人，中国动物学家、鸟类学家，兰州大学教授，曾任兰州大学生物系主任、化学系主任、图书馆馆长等职，是中国现代最早从事鸟类学研究的科学家之一。